# Liezeni járás
A Liezeni járás Ausztriában, Stájerország tartományban található. Liezeni járás Muraui, Murtali, Tamswegi, Sankt Johann im Pongau, Gmundeni, Kirchdorf an der Krems-i, Steyr-Land, Amstetteni, Scheibbs-i, Bruck-mürzzuschlagi és Leobeni járásokkal határos. Lakosainak száma 79 909 fő (2019. január 1.).

## A járáshoz tartozó települések
- Admont
- Aigen im Ennstal
- Altaussee
- Altenmarkt bei Sankt Gallen
- Ardning
- Bad Aussee
- Bad Mitterndorf
- Gaishorn am See
- Grundlsee
- Landl
- Lassing
- Liezen
- Rottenmann
- Sankt Gallen
- Selzthal
- Trieben
- Wildalpen
- Wörschach
- Irdning-Donnersbachtal
- Michaelerberg-Pruggern
- Mitterberg-Sankt Martin
- Sölk
- Stainach-Pürgg
- Aich
- Gröbming
- Haus im Ennstal
- Öblarn
- Ramsau am Dachstein
- Schladming